# Anthurium fuscopunctatum
Anthurium fuscopunctatum är en kallaväxtart som beskrevs av Luis Aloysius, Luigi Sodiro. Anthurium fuscopunctatum ingår i släktet Anthurium och familjen kallaväxter. Inga underarter finns listade.